# БЖ-АРТ
Всеукраїнська творча Спілка художників «БЖ-АРТ» — спільнота молодих українських художників.

## Історія
Об'єднання художників «БЖ-АРТ» започатковано у 1993 році з метою підтримки мистецьких ініціатив та культурного розмаїття як неформальна спільнота молодих українських художників, які переважною більшістю навчалися у Національній академії образотворчого мистецтва і архітектури. Об'єднання формувалось на засадах солідарності, взаємовиручки та спільних поглядів на мистецтво. У 1994 році об'єднання створило мистецький сквот «БЖ» на кшталт паризького «Вулика». Сквот отримав назву від скорочення адреси будинку: м. Київ, Велика Житомирська, 25, який тимчасово переобладнали під творчі майстерні, виставкові зали та музичні сцени. Під дахом сквоту працювало (творило) близько 150 художників з усіх регіонів України, а також з Грузії, Вірменії, Польщі, Молдови, Росії, Ірану, Афганістану, Франції, Німеччини та ін. Проводилися всеукраїнські та міжнародні виставки, акції, пленери.
Особлива увага приділялась інноваційним проєктам. Так в Києві проєктами «Відео-інсталяція» — куратор Марек Василевський (завідувач кафедри інсталяції Краківської Академії мистецтв) та «Український відео-арт» — куратор Надія Пригодіч, вперше було заявлено відео-арт, як окремий вид мистецтва. Започатковано перший неформальний фестиваль кінетичної інсталяції «Весняний вітер», котрий курували Андрій Блудов та Олексій Малих.
Визнані художньою спільнотою хрестоматійними та вивчаються у художніх школах ініційовані «БЖ» виставки-інсталяції за участь художників об’єднання:
- «Сферографія. Сферограмма» — проєкт Миколи Журавля,
- «Побєда» — перформанс групи художників українського андеґраунду,
- «ЕМАНУІЛ» — перформанс Бадрі Губіанурі,
- «Ніч відкритих дверей» — проєкт художників організації,
- «Сік папороті (Ніч на Івана Купала)» — проєкт боді-арт художників організації,
- «Пасіка» — проєкт Миколи Журавля, живопис, інсталяція, скульптура та інші.

## Досягнення
Організація неодноразово посідала перше місце в арт-рейтингах «Найкраще творче об'єднання України», а у 1998 році на II Міжнародному Арт-фестивалі виставковий майданчик «БЖ» визнали «Найкращою галереєю року» та відзначили «Золотим перетином». 1997 року організація набула статусу юридичної особи/громадської організації — "Київська організація художників «БЖ-АРТ», проте принципи та засади об'єднання залишилися незмінними.

## Завдання
Пріоритетами визначено підтримку та розвиток художніх ініціатив на всіх рівнях культорового простору, що представлено такими проєктами як:
— міжнародний мистецько-культурологічний симпозіум «Собор», фестиваль «КиївФотоком»,
— сприяння культуровому обміну в образотворчому мистецтві (фестиваль «Культурний герой»),
— підтримка соціальної відповідальності діячів культури, партнерство в сфері гуманітарного та соціального розвитку дітей та молоді (проєкти «Carte blanche» — майстер-класи в дитячих будинках, «На зламі тисячоліть» — молодіжний мистецько-просвітній пленер-симпозіум).
2006 року об'єднання набуло статусу „Всеукраїнської творчої спілки художників «БЖ-АРТ»“, що позначилось на можливостях організації: так, спілка набула права номінувати митців на Національну премію України імені Тараса Шевченка і співпрацювати з Міністерством культури і туризму України через делегування своїх представників до експертних та громадських рад.
За ініціативи Спілки з урахуванням рекомендацій звіту «Європейська програма оглядів культурних політик. Культурна політика України — оцінка міжнародних експертів» Міністерством було створено соціальне Державне підприємство «Центр розвитку сучасного мистецтва», яке у тісній співпраці з «БЖ-АРТ» забезпечує умови для творчого пошуку, експерименту та дослідження сучасних мистецьких напрямків та тенденцій, здійснює низку мистецьких проєктів некомерційного спрямування.

## Творчі заходи
Спілка підтримує місцеві творчі осередки при проведенні таких заходів заходів як:
— «Могриця» - фестиваль ленд-арту, Сумщина,
— «Аплікація духу» - фестиваль ленд-арту, Сумщина та ін.,
— «Carte blanche» - майстер-класи художників організації в дитячих будинках Чернігівщини,
— «Волошинський вересень» - мистецький пленер художників організації, АР Крим.
Спілка займається адмініструванням, організацією та управлінням проєктами. 